# Scutellinia nigrohirtula
Scutellinia nigrohirtula (Svrček) Le Gal – gatunek grzybów z rodziny Pyronemataceae.

## Systematyka i nazewnictwo
Pozycja w klasyfikacji według Index Fungorum: Scutellinia, Pyronemataceae, Pezizales, Pezizomycetidae, Pezizomycetes, Pezizomycotina, Ascomycota, Fungi.
Po raz pierwszy opisał go w 1948 r. Mirko Svrček, nadając mu nazwę Lachnea setosa var. nigrohirtula. Obecną nazwę nadał mu Marcelle Louise Fernande Le Gal. Synonimy:
- Lachnea setosa var. nigrohirtula Svrček 1948
- Scutellinia nigrohirtula var. juncicola Le Gal 1972

## Morfologia
Owocnik
Typu apotecjum bez trzonu, miseczkowate o średnicy 3–15 mm. Tarczka owocnika okrągła lub falista, z wyraźnym brzegiem gęsto porośniętym ciemnobrązowymi włoskami. Powierzchnia hymenialna w stanie świeżym czerwonawa do pomarańczowej.
Cechy mikroskopowe
Ekscypulum o teksturze globulosa do angularis, zbudowane z komórek o średnicy 30–100 µm, w kierunku brzegu wydłużonych. Warstwa wewnętrzna (medullary excipulum) o teksturze intricata, strzępki o szerokości 6–12 µm, szkliste, cienkościenne. W subhymenium gęsto upakowane, kanciaste, krótkie strzępki. Włoski niezróżnicowane; włosy brzeżne sztywne, przeważnie proste, rzadko lekko wygięte, brązowe do jasnobrązowych, o długości 200–420 µm, szerokości 18–30 µm, o wierzchołku spiczastym, rzadko tępym, z 3–6 przegrodami, grubościenne (ścianka do 8 µm), z prostą lub rozwidlona podstawą; włosy boczne krótsze od włosków brzeżnych, często wygięte, z wierzchołkiem zazwyczaj ostrym, z przeważnie nierozgałęzioną podstawą; występują także włoski hyfidalne. Worki cylindryczne, szkliste, 8-zarodnikowe (160–)200–260 × 18–23(–28) µm, o wierzchołku lekko zaokrąglonym, około 2/3 długości worka zajęte przez askospory. Askospory szkliste, elipsoidalne lub szeroko elipsoidalne, 20–29 (śr. 24) µm długości, 13,5–16,5 (śr. 15,1) µm szerokości, zawierające jedną lub dwie duże gutule. Ściany askospor o ornamentacji brodawkowatej lub pokryte niskimi, nieregularnie rozmieszczonymi grudkami, często zlewającymi się i tworzącymi faliste linie, zazwyczaj o szerokości 0,4–0,8 µm, ale po połączeniu ze sobą do 1,5 µm, wysokość mniejsza niż 0,4 µm. Wstawki włókniste, proste, szkliste, z 5–6-przegrodami, o szerokości 3–4 µm, w dolnej części proste lub czasami rozgałęzione, nieco przewyższające worki. Mają maczugowate, powiększone wierzchołki o szerokości 8–12 µm i długości 30–40 µm.
Gatunki podobne
W Polsce występuje około 30 gatunków włośniczek. Wszystkie są morfologicznie bardzo podobne, jedyną różniącą je cechą, którą można dostrzec bez użycia mikroskopu jest długość rzęsek, nie wystarcza to jednak do rozróżnienia gatunków. Pewne ich rozróżnienie możliwe jest tylko badaniami mikroskopowymi. Krótkie włoski i duże askospory S. nigrohirtula są najbardziej podobne do S. kerguelensis, ale gatunki te łatwo odróżnić dzięki innym proporcjom w długości i szerokości askospor i innej ich ornamentacji. S. nigrohirtula ma elipsoidalne askospory o szerokości do 17 µm, natomiast S. kerguelensis ma zarodniki szeroko elipsoidalne do prawie kulistych o średnicy do 20–22 µm.

## Występowanie i siedlisko
Scutellinia nigrohirtula występuje w Ameryce Północnej i Południowej, w Europie, Azji, Australii i na Nowej Zelandii. Najwięcej stanowisk podano w Europie. Często spotykana jest w boreo-umiarkowanych regionach Europy i Ameryki Południowej, pospolita jest także w Azji. W Polsce po raz pierwszy stanowiska podano w 2009 r., w późniejszych latach podano następne. Aktualne stanowiska podaje także internetowy atlas grzybów. Znajduje się w nim na liście gatunków zagrożonych i wartych objęcia ochroną.
Nadrzewny saprotrof występujący na wilgotnym, próchniejącym drewnie.